# سویندن
سویندن (به انگلیسی: Swinden) یک روستا و محله مدنی در بریتانیا است که در هلیفیلد واقع شده‌است. سویندن ۲۰ نفر جمعیت دارد.